# Calyptrochaeta asplenioides
Calyptrochaeta asplenioides är en bladmossart som beskrevs av Marshall Robert Crosby 1976. Calyptrochaeta asplenioides ingår i släktet Calyptrochaeta och familjen Hookeriaceae. Inga underarter finns listade i Catalogue of Life.